# Maralbexi
Maralbexi  (en uigur: مارالبېشى ناھىيىسى, romanizado: Maralbexi nahiyisi; en chino, 玛热勒巴什; pinyin, Mǎrèl'bāshí) también conocida por su nombre chino de Bachu (en chino, 巴楚县; pinyin, Bāchǔ xiàn) es un condado bajo la administración directa de la Prefectura Kasgar en la Región autónoma de Sinkiang, República Popular China. Su área es de 18 376 km² y su población total para 2010 superó los 336 mil habitantes.

## Administración
Desde octubre de 2022, el condado Maralbexi  se divide en 12 pueblos que se administran en 4 poblados y 8  villas.

## Toponimia
El nombre uigur Maralbexi significa "cabeza de venado". 
El nombre chino Bachu surge de la forma abreviada de Bar'chuk (巴尔楚克).  Según las "Crónicas ilustradas de las regiones occidentales", se interpreta en uigur como "tierra rica en agua y pasto".